# Demkove, Zvenîhorodka
Demkove (în ucraineană Демкове) este un sat în comuna Șevcenkove din raionul Zvenîhorodka, regiunea Cerkasî, Ucraina.

## Demografie
Componența lingvistică a localității Demkove
     Ucraineană (97,89%)
     Rusă (2,11%)
Conform recensământului din 2001, majoritatea populației localității Demkove era vorbitoare de ucraineană (97,89%), existând în minoritate și vorbitori de rusă (2,11%).